# Suzie Diamond
Suzie Diamond (Galanta, Eslovaquia; 8 de agosto de 1984) es una actriz pornográfica eslovaca.
A veces se le confunde con su excolega compatriota Diana Doll, una vez conocida con el sobrenombre de Sue Diamond.

## Premios
- 2005 Nominada al Ninfa Prize como mejor actriz protagonista – Enjoy the Abyss[3]
- 2008 Nominada al AVN Award como mejor actriz extranjera del año[4]
- 2009 Nominada al Hot d'Or como mejor actriz europea – Dorcel Airlines Paris/New York[5]